# Noc plná zázraků
Noc plná zázraků, v polském originále Listy do M., je polská romantická komedie z roku 2011. Scénář k filmu napsali Karolina Szablewska, Marcin Baczyński a Sam Akina, režisérem filmu je Mitja Okorn. Děj se odehrává během Štědrého dne, kdy několik dospělých najde své životní lásky. Děj filmu odkazuje na britskou romantickou komedii Láska nebeská z roku 2003, i když události filmu se od britského filmu liší.
Film se natáčel ve Varšavě od 27. ledna do března 2011. Díky diváckému úspěchu vznikly čtyři pokračování filmu: Noc plná zázraků 2 (z roku 2015), Noc plná zázraků 3 (z roku 2017) ,Listy do M. 4  (z roku 2020) a Listy do M. 5 (z roku 2022) . Film rovněž inspiroval vznik českého filmu Přání Ježíškovi z roku 2021 režisérky Marty Ferencové.

## Obsazení
| Maciej Stuhr          | Mikołaj    |
| Roma Gąsiorowska      | Doris      |
| Agnieszka Dygant      | Karina     |
| Tomasz Karolak        | Melchior   |
| Piotr Adamczyk        | Szczepan   |
| Agnieszka Wagner      | Małgorzata |
| Wojciech Malajkat     | Wojciech   |
| Katarzyna Zielińska   | Betty      |
| Katarzyna Bujakiewicz | Larwa      |
| Paweł Małaszyński     | Wladi      |
| Beata Tyszkiewicz     | Malina     |
| Leonard Pietraszak    | Florian    |
| Marta Ścisłowicz      | sekretářka |
| Lech Ordon            | dědeček    |
| Julia Wróblewska      | Tosia      |
| Katarzyna Radochońska | prodavačka |
| Jakub Jankiewicz      | Kostek     |
| Adam Tyniec           | Kacper     |
| Anna Matysiak         | Majka      |

## Zajímavosti
V době natáčení nesněžilo, tudíž se pro výrobu umělého sněhu využily sněhové frézy. Natáčení probíhalo v ulicích Varšavy, velkou výzvou pro produkci bylo natáčení v oblíbeném obchodním centru Arkadia. Filmový štáb musel kvůli vytíženosti centra natáčet pouze v noci, ačkoli se příběh odehrává během Štědrého dne.